# 神南スタジオ
株式会社神南スタジオ（じんなんスタジオ、英: Jinnan Studio）は、日本の音響制作会社。日本音声製作者連盟正会員。

## 概要
アニメーションの音響制作、録音、編集や、マルチオーディオスタジオの運営を主な業務としている。ネルケプランニングが関わった作品で、音響制作を担うことが多い。日本音声製作者連盟には未加盟である。発足当初から音響制作者の藤山房伸が代表を務めていたが、一線を退いたため、現在はStudioぴえろの元プロデューサーである朴谷直治が経営を引き継いでいる。
かつて、藤山が代々木アニメーション学院（代アニ）の講師に招かれた間柄もあり、同校とネルケが関与した作品ではアフレコが代アニの原宿校スタジオ（現在は廃止）、ダビングを自社スタジオで行う体制になっていた時期もあった。

## 沿革
1993年8月11日の設立からしばらくの期間は、有限会社だったが、2013年現在は株式会社化している。2019年、登記上の本店の所在地を東京都渋谷区神南から東京都新宿区新小川町に変更した。本店移転後、MAスタジオは本店と同じく新宿区新小川町のSEビルに置かれているが、渋谷スタジオは以前と同様に渋谷区神南のハレ神南に置かれている。

## 音響制作・録音を手がけたアニメ作品
1994年
- KEY THE METAL IDOL

1995年
- 女神天国

1996年
- ソニック・ザ・ヘッジホッグ
- 赤ちゃんと僕
- こちら葛飾区亀有公園前派出所

1997年
- CLAMP学園探偵団
- はいぱーぽりす

1998年
- Weiß kreuz
- 新・男樹
- スーパードール★リカちゃん
- たこやきマントマン
- 発明BOYカニパン
- ビーストウォーズII 超生命体トランスフォーマー

1999年
- ぐるぐるタウンはなまるくん
- ごぞんじ!月光仮面くん
- 超発明BOYカニパン
- ビーストウォーズネオ 超生命体トランスフォーマー
- ビックリマン2000

2000年
- 妖しのセレス
- トランスフォーマー カーロボット
- HAND MAID メイ
- 陽だまりの樹
- マイアミ☆ガンズ
- 遊☆戯☆王デュエルモンスターズ

2001年
- あぃまぃみぃ!ストロベリー・エッグ
- あじむ 〜海岸物語〜
- パチスロ貴族 銀
- 格闘料理伝説ビストロレシピ
- キャプテン翼
- 仰天人間バトシーラー
- テニスの王子様
- Dr.リンにきいてみて!
- パワーパフガールズ（テレビ東京版）
- バンパイヤン・キッズ
- ヒカルの碁

2002年
- 奇鋼仙女ロウラン
- G-onらいだーす
- 真・女神転生Dチルドレン ライト&ダーク
- フォルツァ!ひでまる
- 満月をさがして
- ホイッスル!
- ボンバーマンジェッターズ

2003年
- ウルトラマニアック
- GUNSLINGER GIRL
- ギルガメッシュ
- 超ロボット生命体トランスフォーマー マイクロン伝説
- ふたつのスピカ

2004年
- 愛してるぜベイベ★★
- A15シリーズ（変身3部作）
  - 超変身コス∞プレイヤー
  - ヒットをねらえ!
  - LOVE♥LOVE?

- 学園アリス
- 吟遊黙示録マイネリーベ
- Get Ride! アムドライバー
- 最遊記RELOAD GUNLOCK
- ジパング
- トランスフォーマー スーパーリンク
- 陸奥圓明流外伝 修羅の刻
- 遊☆戯☆王デュエルモンスターズGX（TV TOKYO開局40周年記念作品）
- レジェンズ 甦る竜王伝説

2005年
- アイシールド21
- アニマル横町
- 韋駄天翔
- おくさまは女子高生
- おねがいマイメロディ
- 銀牙伝説WEED
- 銀盤カレイドスコープ
- こてんこてんこ
- 涼風
- 絶対少年

2006年
- おねがいマイメロディ 〜くるくるシャッフル!〜
- 吟遊黙示録マイネリーベwieder
- 彩雲国物語
- しにがみのバラッド。
- シュヴァリエ 〜Le Chevalier D'Eon〜
- 人造昆虫カブトボーグ V×V
- Strawberry Panic
- 009-1
- そらのいろ、みずのいろ 上巻 ダメ……聞こえちゃう♥
- TOKKO 特公
- NIGHT HEAD GENESIS
- Master of Epic The Animation Age
- 妖怪人間ベム
- らぶドル 〜Lovely Idol〜
- ワンワンセレプー それゆけ!徹之進

2007年
- ウエルベールの物語 〜Sisters of Wellber〜
- おねがいマイメロディ すっきり♪
- 怪物王女
- 鋼鉄三国志
- 鋼鉄神ジーグ
- School Days
- 獣装機攻ダンクーガノヴァ
- ZOMBIE-LOAN
- 鉄子の旅
- はぴはぴクローバー
- ピアノの森
- BLUE DRAGON
- Master of Epic The Animation Age
- もえたん

2008年
- RD 潜脳調査室
- ウエルベールの物語 〜Sisters of Wellber〜 第二幕
- 狼と香辛料
- おねがい♪マイメロディ きららっ★
- 仮面のメイドガイ
- GUNSLINGER GIRL -IL TEATRINO-
- そらのいろ、みずのいろ 下巻 わたしも……してあげる♥
- チーズスイートホーム
- 図書館戦争
- BLUE DRAGON 天界の七竜
- 遊☆戯☆王5D's

2009年
- あきそら
- エリアス ちいさなレスキューせん
- 狼と香辛料II
- 君に届け
- クッキンアイドル アイ!マイ!まいん!
- 獣の奏者 エリン
- ジュエルペット
- 戦国BASARA
- チーズスイートホーム あたらしいおうち
- NEEDLESS
- 花咲ける青少年
- 毎日かあさん

2010年
- はなかっぱ
- さらい屋 五葉
- ジュエルペット てぃんくる☆
- ゆとりちゃん
- 戦国BASARA弐

2011年
- 君に届け 2ND SEASON
- ジュエルペット サンシャイン
- レベルE
- STEINS;GATE
- 遊☆戯☆王ZEXAL
- 豆富小僧

2012年
- あらしのよるに 〜ひみつのともだち〜
- 戦国コレクション
- ジュエルペット きら☆デコッ!
- 遊☆戯☆王ZEXAL II
- ガールズ&パンツァー

2013年
- Kick-Heart
- ヤマノススメ
- まんがーる!
- ジュエルペット ハッピネス
- ワルキューレ ロマンツェ
- 熱風海陸ブシロード

2014年
- うーさーのその日暮らし 覚醒編
- ベイビーステップ
- 遊戯王ARC-V
- レディジュエルペット
- アカメが斬る!
- ひめゴト
- ヤマノススメ セカンドシーズン
- 寄生獣 セイの格率
- テラフォーマーズ
- 十三支演義〜偃月三国伝〜 外伝 幽州幻夜

2015年
- 戦国無双
- ふなっしーのふなふなふな日和
- ベイビーステップ2
- うーさーのその日暮らし 夢幻編
- Venus Project - Climax
- 干物妹!うまるちゃん
- 枕男子
- あにトレ!EX
- 温泉幼精ハコネちゃん
- カレバカ 〜吾輩ノ彼ハ馬鹿でR〜
- 弱酸性ミリオンアーサー

2016年
- 虹色デイズ
- 魔法少女なんてもういいですから。
- 双星の陰陽師
- テラフォーマーズ リベンジ
- ねこねこ日本史
- パンでPeace!
- ALL OUT!!
- こちら葛飾区亀有公園前派出所 THE FINAL 両津勘吉 最後の日

2017年
- 最遊記RELOAD BLAST
- ブラッククローバー
- 遊☆戯☆王VRAINS
- 干物妹!うまるちゃんR
- Princess Principal プリンセスプリンシパル

2018年
- ゲゲゲの鬼太郎（第6期：録音のみ、音響制作はタバック）
- アニマエール!

2019年
- 異世界チート魔術師

2020年
- 遊☆戯☆王SEVENS
- デジモンアドベンチャー:（録音のみ、音響制作はタバック）
- ジビエート
- アニメ カピバラさん
- キングダム（第3シリーズ）

2021年
- KICK&SLIDE
- 迷宮ブラックカンパニー
- デジモンゴーストゲーム（録音のみ、音響制作はタバック）

2022年
- オンエアできない!
- キングダム（第4シリーズ）

2023年
- 逃走中 グレートミッション（録音のみ、音響制作はタバック）

2024年
- キングダム（第5シリーズ）
- 変人のサラダボウル

2025年
- 白豚貴族ですが前世の記憶が生えたのでひよこな弟育てます

## 主なスタッフ
- 小泉紀介
- 立石弥生
- 長嶋篤史
- 山田均
- 鈴木智子
- 甲斐裕子
- 鈴木雄大
- 鈴木脩一